# Palacio del Conde Luna
El palacio del Conde Luna o palacio de los Condes de Luna es una casa-palacio que se encuentra en la ciudad española de León, abarcando gran parte del ángulo suroccidental de la muralla de finales del siglo III. Se ubica en el corazón de la ciudad antigua, entre las calles La Rúa, Conde de Rebolledo y la plaza del Conde, en la parroquia de San Salvador de Palat de Rey, centro neurálgico de la ciudad altomedieval. De este viejo palacio del siglo XIV, construido por Pedro Suárez de Quiñones y su esposa Juana González de Bazán, se conserva el cuerpo central de la fachada, con tres escudos, el central de los Quiñones y los laterales de los Bazán. Está construido de piedra sillería y tiene cerca de once metros de ancho. La portada es gótica con dintel sobre modillones, un gran arco apuntado cobija el tímpano, y se encuadra en ancho molduraje.

## Historia
A mediados del siglo XVI, el iv conde de Luna, Claudio Fernández Vigil de Quiñones, diplomático al servicio de Felipe II, comienza una profunda reforma del palacio. Su proyecto incluía, además de la torre conservada, otra torre gemela al norte, y en medio una línea de fachada que se anteponía a la del palacio medieval, además de otro cuerpo con arquerías que iría hacia el este de la torre actual.
Catalina Pimentel lo amplió construyendo el torreón renacentista de tres pisos, de aparejo almohadillado inverso, hecho en sillería y tableros de pizarra verde. Los antepechos de las ventanas ostentan las arenas de los Quiñones, rodeadas de motivos frutales, y los Cortés. La planta baja, que dispone de una ventana en su lado norte, remata en un entablamento clásico. El piso intermedio tiene dos grandes ventanales adintelados en sus costados norte y este, enmarcados en pilastras jónicas; abajo tienen un antepecho decorado con el escudo de los Quiñones; arriba, rematan en un frontón triangular. En el segundo piso se abrieron otras dos ventanas sobre las anteriores y semejantes a ellas, aunque carecen de frontón de coronación, mientras las jambas apoyan motivos heráldicos de los Qduiñones y los Cortés. 
Entre la crujía de fachada y la muralla se dispuso un pequeño patio que ordenaba espacialmente la mitad sur del palacio, a cuyo alrededor se distribuían dependencias y oficinas en la planta baja (almacenes, graneros, bodegas), lo que permite concluir que esta zona desempeñaba una función de servicio dentro del conjunto palatino. Por el contrario, la planta alta de la crujía de fachada y la septentrional del patio, junto con la torre y el cuerpo gótico, sirvieron de planta noble. Algunas de las habitaciones aún conservan techumbres de alfarjes que presentan un rico repertorio decorativo pintado, donde se reconocen, entre otros motivos, personificaciones del Sol y la Luna, además de las armas de los Quiñones, Pimentel y Toledo.
Tribunal de la Inquisición
En este palacio estuvo muchos años instalado el Tribunal de la Inquisición. Desaparecida la Inquisición, a finales del siglo XIX, el palacio fue vendido a la familia Álvarez Carballo. En esta etapa el cuerpo central sufrió profundas modificaciones, con la apertura de varias puertas en la planta baja y ventanas en los pisos altos. Fue declarado Monumento Histórico en 1931. Es propiedad de la Fundación Octavio Álvarez Carballo.
Fue restaurado completamente y se utiliza como lugar de exposiciones temporales. Además ha sido cedido parcialmente por el Ayuntamiento de León a la Universidad de Washington, que utiliza el edificio como sede en España, para el aprendizaje del español por parte de sus alumnos.